# Louis de Etruria
Louis I (n. 5 iulie 1773, Piacenza, Italia – d. 27 mai 1803, Florența, Regatul Etruriei) a fost primul din cei doi regi ai Etruriei.
Louis a fost fiul lui Ferdinand, Duce de Parma și al Arhiducesei Maria Amalia a Austriei, a doua fiică a împăratului Francisc I și a Mariei Tereza a Austriei.

## Biografie
În timp ce Louis stătea în Spania, Ducatul de Parma era ocupat de trupele franceze din 1796.  Napoleon Bonaparte, care cucerise mare parte din Italia și voia să câștige Spania ca aliat împotriva Angliei, a propus să compenseze Casa de Bourbon pentru pierderea Ducatului de Parma cu regatul Etruria, un stat nou pe care Napoleon l-a creat din Marele Ducat al Toscanei. Acest lucru a fost agreat prin Tratatul de la Aranjuez (1801).
Louis trebuia să-și primească investitura de la Napoleon la Paris, înainte să ia în posesie Etruria. Louis, soția și fiul său au călătorit incognito prin Franța sub numele de contele de Livorno. După ce a fost investit ca rege la Paris, Louis și familia sa au ajuns în noua lor capitală, Florența, în august 1801.
În 1802, Louis și soția sa însărcinată au călătorit în Spania pentru a participa la o nuntă dublă: a fratele Mariei Luisa, Ferdinand, și a surorii ei mai mici  Maria Isabel. Acolo Maria Louisa a născut-o pe fiica ei Marie Louise Charlotte. Cuplul s-a întors acasă în decembrie, când starea de sănătate a lui Louis s-a înrăutățit și, în mai 1803, a murit la vârsta de aproape 30 de ani, posibil în timpul unei crize de epilepsie.
A fost succedat de fiul său, Carol Louis ca regele Louis al II-lea al Etruriei, sub regența mamei sale Maria Louisa.

### Căsătorie și copii

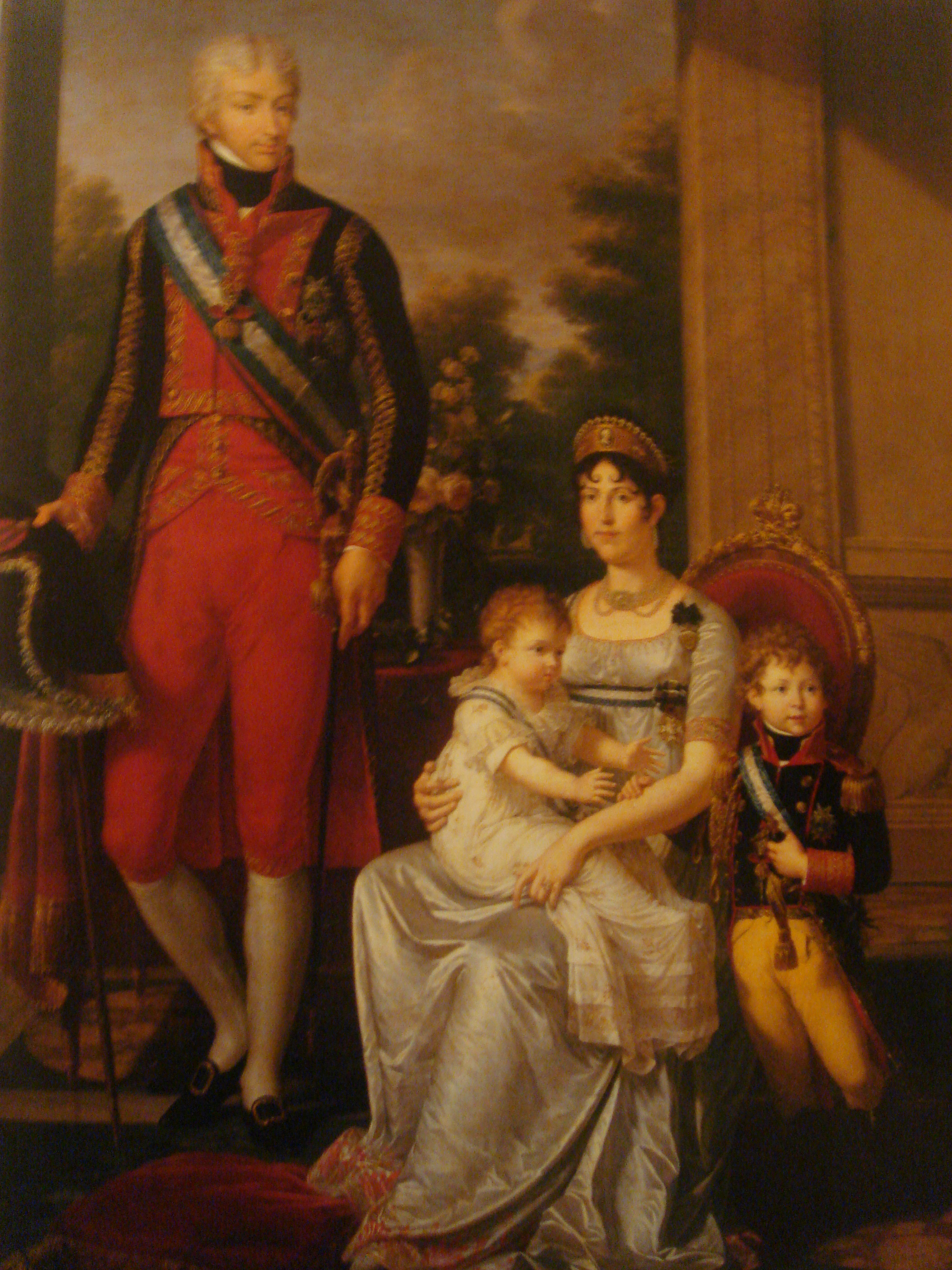
Louis și Mariei Luisa împreună cu copiii ei.

În 1795 Louis, Prinț Ereditar de Parma, s-a dus la curtea Spaniei pentru a-și finaliza educația. Exista o înțelegere între cele două familii regale ca Louis să se căsătorească cu una dintre fiicele regelui Carol al IV-lea. Se anticipa că se va căsători cu infanta Maria Amalia, cea mai mare fiică nemăritată a lui Carol. Maria Amalia avea 15 ani, era timidă și melancolică. Louis, care era timid și rezervat, a preferat-o pe sora ei mai mică, Maria Louisa, care deși avea numai 13 ani arăta mai bine și era mai veselă. Toate cele patru fiice ale lui Carol al IV-lea erau scunde și simple dar Maria Luisa era isteață, vioaie și amuzantă.
Ea avea părul negru ondulat, ochi căprui și un nas grecesc. Deși nu era frumoasă, fața ei era expresivă și era plină de viață. Era generoasă, mărinimoasă și evlavioasă.
Louis a fost numit infante al Spaniei și s-a căsătorit cu Maria Luisa la 25 august 1795 în La Granja, San Ildefonso. În același timp a avut loc și căsătoria Mariei Amalia care s-a măritat cu unchiul ei mult mai în vârstă, infantele Antonio Pascual.
Căsătoria între două personalități diferite s-a dovedit a fi fericită, deși a fost umbrită de sănătatea precară a lui Louis. Louis era fragil, suferea de probleme de piept și în urma unui accident din copilărie când s-a lovit cu capul de o masă de marmură, a suferit de crize de epilepsie. Cu trecerea anilor sănătatea lui s-a deteriorat și a ajuns să fie tot mai dependent de soția sa. 
Tânărul cuplu a rămas în Spania în primii ani de căsătorie, care a fost cea mai fericită perioadă a vieții lor. Deoarece Maria Luisa avea numai treisprezece ani atunci când s-a căsătorit, primul ei copil nu s-a născut decât peste patru ani. Primului ei fiu, Carol Louis, s-a născut la Madrid la 22 decembrie 1799.
Ulterior, cuplul a vrut să meargă la Parma, dar Carol al IV-lea și soția sa au fost reticenți în a permite plecarea lor. Ei au rămas în Spania până în primăvara anului 1800 și au avut reședința la Palatul din Aranjuez.